# Granulacija
Granulacija je postopek izdelave zrnatega materiala iz praškastega ali trdnega materiala. Postopek se uporablja v mnogih kemijskih, farmacevtskih ter kovinskopredelovalnih postopkih. Običajno gre za ustvarjanje zrn zrnavosti med 0,2 mm do 4 mm; redkeje gre za drobljenje trdnega materiala v manjša zrna.